# Kormeszij bolgár kán
Kormeszij (bolgárul: Кормесий) a dunai bolgárok uralkodója volt a VIII. század első felében. A nyugati krónikák Kormeszijt "a bolgárok harmadik uralkodójának" nevezik, s néha Tervel közvetlen utódjának tekintik.
A Bolgár kánok nevei (Imennik) című kézirat tartalmaz két olyan bejegyzést, melynek tartalma az idők alatt Tervel és Szevar között, s általában úgy tartják, hogy ezek közül a második Kormeszij lehetett. Az Imennik szerint Kormeszij 28 évig uralkodhatott, s a királyi Dulo-klán leszármazottja lehet. A Moszkov által felállított kronológia szerint Kormeszij 715–721 között uralkodott, s az Imennikben szereplő hosszabb időtartam az élethosszára utalhatott vagy beleszámíthatták elődei uralkodási idejét is. Más kronológiák szerint kormeszij 721–738 között uralkodhatott, de ezt az Imennik adataival nem lehet alátámasztani
Kormeszij neve a 716-os békeszerződéssel kapcsolatban maradt fenn, melyet Bulgária és a Bizánci Birodalom valamikor 715–717 között kötött. Teofán gyóntatópap, bizánci krónikás írásai szerint bolgár oldalról a békeszerződést Kormeszij írta alá. Úgy tűnik a bizánci krónikák alapján, hogy Bulgária uralkodója még 718–720 körül is Tervel lehetett, de elképzelhető, hogy részükről ez csak következtetés, mely azon a feltevésen alapulhatott, hogy Tervel még mindig életben lehetett. Ezek szerint Kormeszij Tervel mellett az ország társuralkodója volt, s így írta alá a békeszerződést. Kormeszij neve megtalálható a madarai lovast körülvevő szobrokon is. A szöveg fennmaradt része éves arany hűbéri díjról szólt, melyet Kormeszij a bizánci uralkodótól kapott. Úgy tűnik, mintha a békeszerződést uralkodása idején megerősítették volna. Az írás vége Bulgária és a Bizánci Birodalom viszonyának további romlásáról tesz említést. Azonban az is elképzelhető, hogy ez az írás a későbbi Kormiszosra vagy Krumra vonatkozik.
A megkérdőjelezhető hitelességű XVII. századi volgai bolgár, Dzsagfar tarihi című kéziratban Kermes (talán Kormeszij) mint Tarvil (talán Tervel) fiaként, s az utána következő második uralkodóként szerepel. A Dzsagfar tarihi állítása szerint Kermest a tróntól a nemesség megfosztotta, s trónjára fiát, Szevart ültette.
Kormeszijt semmilyen más történelmi forrás nem említi. Azonban az a tény, hogy uralkodása idején nem volt háború Bulgária és Bizánc között, arra utal, hogy a két ország kötött békeszerződés érvényben maradt.
Az Antarktisz Déli-Shetland-szigetek szigetcsoportjához tartozó Greenwich-sziget Kormeszij-csúcsát róla nevezték el.

## Fordítás
- Ez a szócikk részben vagy egészben  a   Kormesiy of Bulgaria című angol Wikipédia-szócikk ezen változatának fordításán alapul.  Az eredeti cikk szerkesztőit annak laptörténete sorolja fel. Ez a jelzés csupán a megfogalmazás eredetét és a szerzői jogokat jelzi, nem szolgál a cikkben szereplő információk forrásmegjelöléseként.